# Джерело Святого Яна
Джерело святого Яна — гідрологічна пам'ятка природи місцевого значення. Розташоване у селі Улашківці Чортківського району Тернопільської області біля Василіянського монастиря святого Івана Хрестителя.
Оголошене об'єктом природно-заповідного фонду рішенням Тернопільської обласної ради від 30 січня 2003 № 98. Перебуває у віданні Улашківської сільради.
Під охороною — потужне джерело підземних вод, що має істор.-культ., оздоровче та естет. значення.